# Hugh Davson
Hugh Davson (1909 – 1996) è stato un biologo e scrittore inglese.
Parecchie sono le sue pubblicazioni e moltissimi gli articoli comparsi su riviste scientifiche. Insieme a James Danielli ipotizzò la struttura della membrana cellulare. Coautore con lo stesso Danielli del libro The permeability of natural membranes.

## Opere
- Physiology of the cerebrospinal fluid, Churchill, 1967
- Eye, SPCK Publishing, 1969
- Introduction to physiology, Academic Press, 1975 poi 1978 e 1980
- Introduction to the Blood-Brain Barrier, 1993
- Eye Pt IA, 2012
- Physiology of the Eye, 2012
- Eye Pt IB, 2012